# Jaguar XJ220
Jaguar XJ220 был выпущен компанией Jaguar в 1991 году, и значится как первый полугоночный люксовый спортивный автомобиль этой компании. Он был создан как продолжение модели XK120, выпущенной за 40 лет до XJ220. За эти 40 лет XJ220 — первый гоночный автомобиль, предназначенный для дорог общего пользования, развивающий скорость в 220 миль в час (354 км/ч), не считая автомобилей Jaguar, участвовавших в гонках Ле-Мана. Самый дорогой автомобиль за всю историю марки Jaguar со стоимостью 413000
£.

## История создания
XJ220 был сначала задуман техническим директором Джимом Рэндлом и небольшой командой, известной как «The Saturday Club». Они увидели запуск Porsche 959, который был суперкаром с полным приводом, подготовленным к гонкам группы В. Уже в 1984, маленькая команда в Jaguar размышляла над созданием полноприводного автомобиля, который приведёт компанию к вершине.
С начала производства автомобиля команда Рэндла поддержала выполнимость производства и гоночный выход на арену автомобилестроителей. Это означало, что V12 следует установить посередине легкого алюминиевого шасси. За работу взялась фирма Tom Walkinshaw Racing, которая подготовила 6.2-литровую версию гоночного двигателя. Полный привод был выбран чтобы лучше распределять 520 лошадиных сил при езде в условиях дождливого климата Великобритании. Рэндл изготовил макет шасси из картона и затем привлёк проектировщика Кита Хелфета, который работал над кузовом для этого шасси. Оба считали этот проект духовным преемником XJ-13 — прототипа с среднерасположенным двигателем, который так и не был никогда испытан в гонках. Некоторые идеи, такие как открытый двигатель и целеустремленный кузов были взяты от XJ-13, но Хелфет старался сделать форму XJ220 полностью современной. Хелфет сказал, что «основная проблема проекта состояла в том, чтобы сделать его аэродинамически конкурентоспособным» и приспособленным для дорожного движения.
Прототип был представлен в 1988 году и вызвал большой интерес. Однако бюджет диктовал свои условия, и серийный автомобиль вышел уже менее экзотическим. Гильотинные двери были заменены обычными, от системы полного привода пришлось отказаться, а место под капотом занял твинтурбовый гоночный V6 от болида группы С Jaguar XJR-11. Этот двигатель выдавал уже 542 л.с., но многие критиковали такое решение, ибо автомобиль такого класса не достоин иметь V6, конфигурацию, которая чаще всего применяется на обычных седанах среднего класса. Кроме того, звук V6 далёк от благородства. Хотя есть и положительная сторона нововведений — автомобиль потерял в весе почти 200 килограмм, и крутящий момент в 642 Н·м выстреливал автомобиль до сотни всего за 3.9 с. В результате получился бескомпромиссный суперкар: глубокая турбояма, вялость двигателя до неё и звериная ярость сразу после, отсутствие электронных «помощников» водителю (даже АБС), АБС появилась только в 1992 году, тугие педали и отсутствие гидроусилителя руля, аскетичность салона — все это делало нелегким управление автомобилем в городском режиме. На 1 литре бензина XJ220 мог проехать 3,54 км (Расход топлива - 28 литров/100 км).

## Рекорды и спортивные достижения
С 1992 по 2000 год модели принадлежал рекорд прохождения быстрого круга для серийных автомобилей на трассе Нюрбургринг (конфигурация Nordschleife) — 7 мин 46,36 с.

## См.также
- Jaguar XJ